# Фрамура
Фрамура (італ. Framura, ліг. Framua) — муніципалітет в Італії, у регіоні Лігурія, провінція Спеція.
Фрамура розташована на відстані близько 360 км на північний захід від Рима, 55 км на південний схід від Генуї, 25 км на північний захід від Спеції.

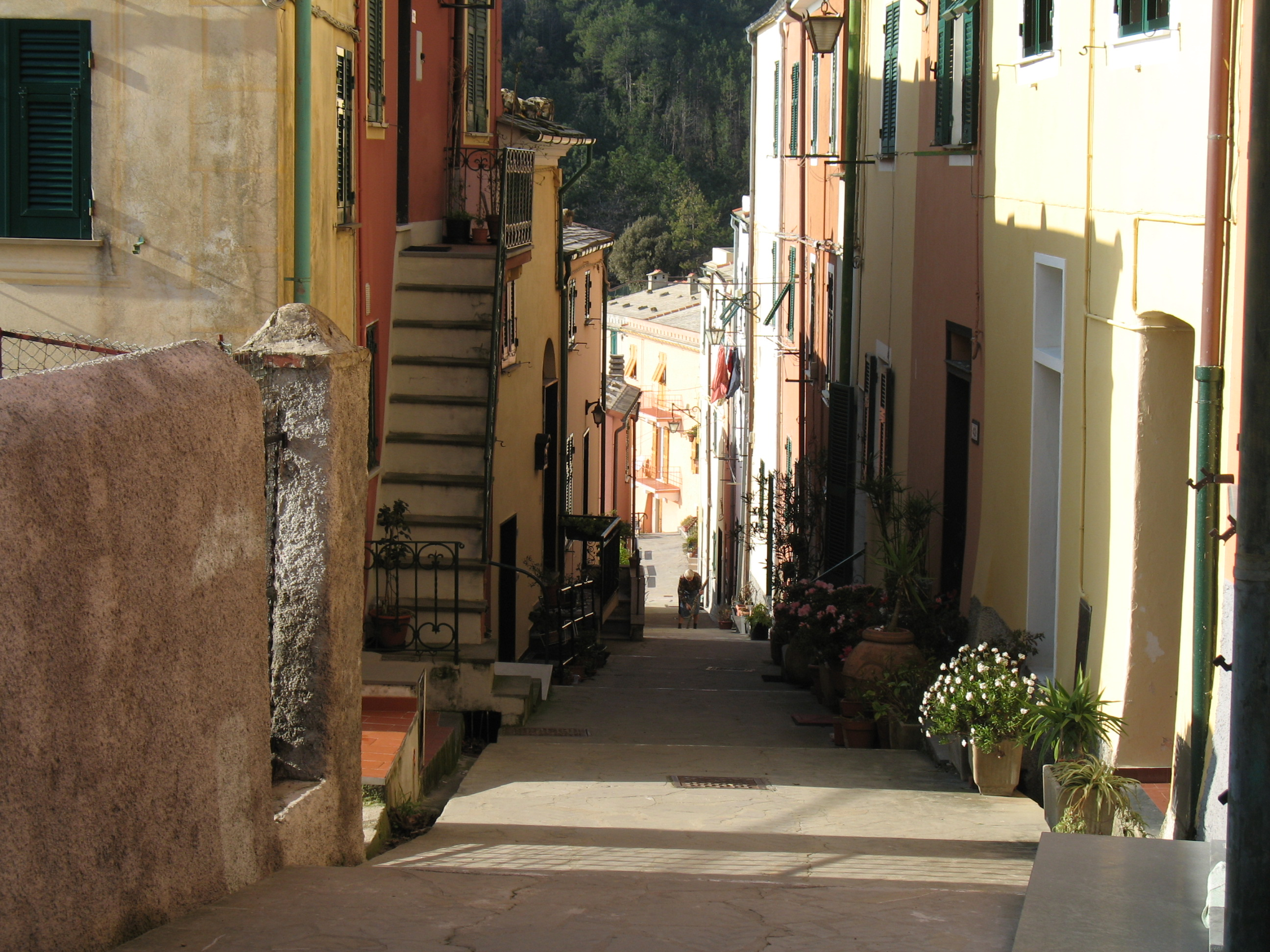

Населення — 657 осіб (2014).

## Демографія
Населення за роками:

Станом на 1 січня 2023 року в муніципалітеті офіційно проживало 30 іноземців з 12 країн, серед них 19 громадян країн Євросоюзу та 1 громадянин України.

## Сусідні муніципалітети
- Бонассола
- Карродано
- Деїва-Марина
- Леванто